# Martin Krupauer
Martin Krupauer (* 18. února 1960) je architekt a urbanista, spoluzakladatel ateliéru A8000.

## Život
Martin Krupauer se narodil v Praze do rodiny právníků 18. února 1960. Po vysokoškolských studiích na Stavební fakultě ČVUT a oboru architektura na Akademii múzických umění v Praze pracoval v projektové organizaci Stavoprojekt a ve výrobním družstvu Drupos v Českých Budějovicích. S architektem Jiřím Stříteckým založil architektonické studio.Studio A8000, založené v roce 1989, dnes patří mezi největší a nejkomplexnější architektonické ateliéry v České republice. V roce 2022 získalo ocenění Finalista České ceny za architekturu za rekonstrukci Pavilonu Z na Výstavišti v Českých Budějovicích. Martin Krupauer vede tým, který připravuje výstavbu Vltavské filharmonie v Praze, a byl členem komise hlavního města Prahy pro nový metropolitní plán v roce 2017. Aktivně se zapojuje do veřejné diskuse o rozvoji území a vedle architektury se zaměřuje na vize a strategie transformace brownfieldů a jiných transformačních oblastí v České republice i v zahraničí. Je také hostujícím architektem Slovenské komory architektů.

## Architektonické a urbanistické projekty
- Svatava, revitalizace jezera Medard a jeho okolí
- Brno, revitalizace čtvrti Špitálka
- České Budějovice, rekonstrukce vlakového nádraží
- Plzeň, rekonstrukce vlakového nádraží
- Český Krumlov, nová městská čtvrť Krumlovský Klenot
- Praha, tenisový areál s venkovními kurty v Michli
- České Budějovice, Sportovní a volnočasový areál
- České Budějovice České Vrbné, Ptačí pozorovatelna
- Lipno nad Vltavou, interiér cukrárny Povidloň
- Lipno nad Vltavou, interiér restaurace Stodola
- Praha, revitalizace exteriéru budov BB Centrum, budova B
- České Budějovice, Interiér budovy Jihočeské filharmonie
- České Budějovice, Rekonstrukce Pavilonu Z na Výstavišti
- Sedlčany, Společenské centrum
- Český Krumlov, Autobusové nádraží – rekonstrukce
- Martin (Slovensko), Obchodní galerie Martin
- Jinonice, Bytové domy Na Vidouli
- České Budějovice, Rekonstrukce obchodního domu Družba
- Praha, Interiér haly Forum Karlín (ve spolupráci s katalánským architektem Ricarda Bofillem)
- Dobříň, Mateřská škola
- České Budějovice, Provozní areál Povodí Vltavy
- Hluboká nad Vltavou, Velín plavební komory
- České Budějovice, Pavilon T na Výstavišti
- České Vrbné, Velín plavební komory na Vltavě
- Hněvkovice, Velín plavební komory
- České Budějovice Dopravně obchodní centrum Mercury s autobusovým nádražím na střeše
- Praha, Obytný komplex Hanspaulka
- České Budějovice, Bytové domy Luční les
- Praha, Vila Arwen
- České Budějovice Obchodní centrum IGY
- Praha Smíchov, Zlatý Anděl
- Praha, Stará celnice
- Šestajovice, Rodinný dům
- Praha, Česká advokátní komora na Národní třídě
- Český Krumlov, vestavba soukromé galerie keramiky ( Miroslav Páral)
- Horažďovice, Dům s pečovatelskou službou
- České Budějovice, Elektro U Helmichů
- České Budějovice, Československá obchodní banka
- České Budějovice, depozitář Jihočeské vědecké knihovny

## Ocenění
- 2024 Rekonstrukce výpravní budovy českobudějovického nádraží – Stavba roku dopravní a technické infrastruktury 2024
- 2024 Nominace na prestižní Mies van der Rohe Awards za Pavilon Z
- 2023 Pavilon Z – Finalista České ceny za architekturu 2022, nominace na Cenu Evropské unie za současnou architekturu – Cena Miese Van der Rohe 2023
- 2023 Revitalizace jezera Medard a jeho okolí – 2. místo v kategorii Projekt v soutěži Stavby Karlovarského kraje 2023
- 2022 Čestné ocenění Finalista České ceny za architekturu za rekonstrukci pavilonu Z na Výstavišti České Budějovice.
- 2020 Stavba roku za projekt Společenského centra Sedlčany
- 2018 2. místo v soutěži Best of Realty v kategorii obchodních center za Obchodní centrum IGY
- 2012 Nominace Dřevostavba roku 2012, Rakousko
- 2007 Čestné uznání "Dopravní stavba roku 2007" za DOC Mercury v Českých Budějovicích
- 2005 Titul PRESTA – prestižní stavba jižních Čech v kategorii Občanské a průmyslové stavby, za IGY Centrum v Českých Budějovicích